# Abram Michailowitsch Dragomirow

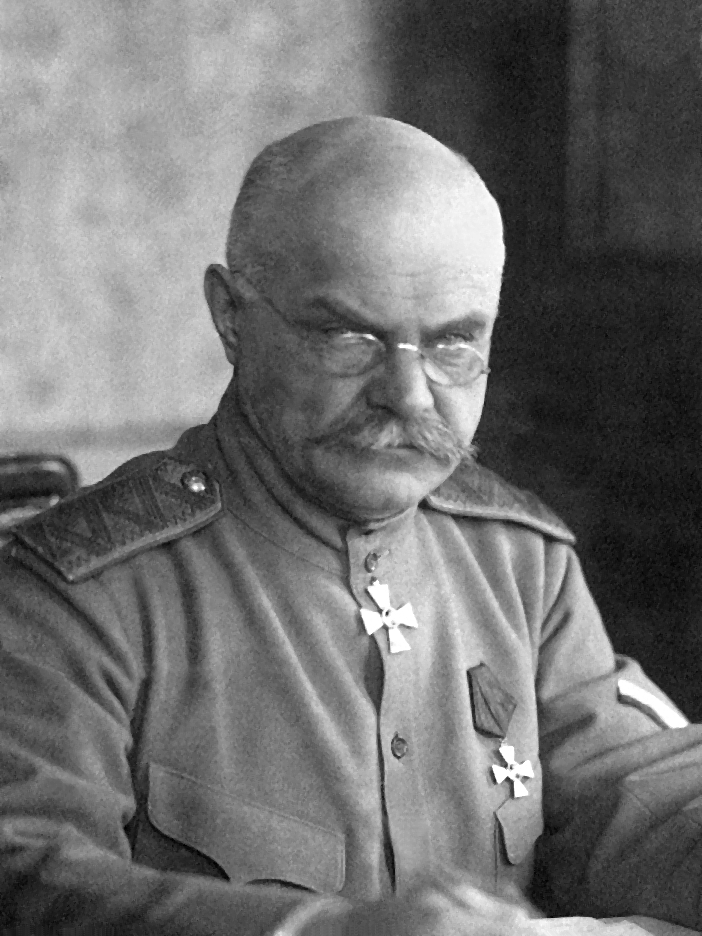
Abram Michailowitsch Dragomirow, vor 1920

Abram Michailowitsch Dragomirow (russisch Абрам Михайлович Драгомиров; * 9. Apriljul. / 21. April 1868greg. im Gouvernement Tschernigow, Russisches Kaiserreich; † 9. Dezember 1955 in Gagny bei Paris) war ein Offizier der Kaiserlich Russischen Armee, zuletzt General der Kavallerie, und Mitglied der Weißen Bewegung im Russischen Bürgerkrieg.

## Leben
Dragomirow wurde als Sohn des Generals Michail Iwanowitsch Dragomirow geboren. Nach der Ausbildung im Pagenkorps wurde er 1887 als Leutnant ins Semjonowskoje-Leibgarderegiment aufgenommen. 1893 schloss er den Kurs an der Nikolaus-Generalstabsakademie mit Auszeichnung ab und wurde als Stabskapitän in den Stab der 2. Kaukasischen Kosaken-Division versetzt. Nach seiner Beförderung zum Oberst 1902 diente er als Chef des Stabes der 7. und später der 10. Kavallerie-Division. Von 1910 bis 1912 befehligte er das 9. Kiewer Husarenregiment, bevor er zum Chef des Stabes des Kommandanten der Festung Kowno ernannt wurde. Im gleichen Jahr wurde er zum Generalmajor befördert. Als Kommandeur der 2. Brigade der 9. Kavallerie-Division erlebte er 1914 den Beginn des Ersten Weltkriegs.

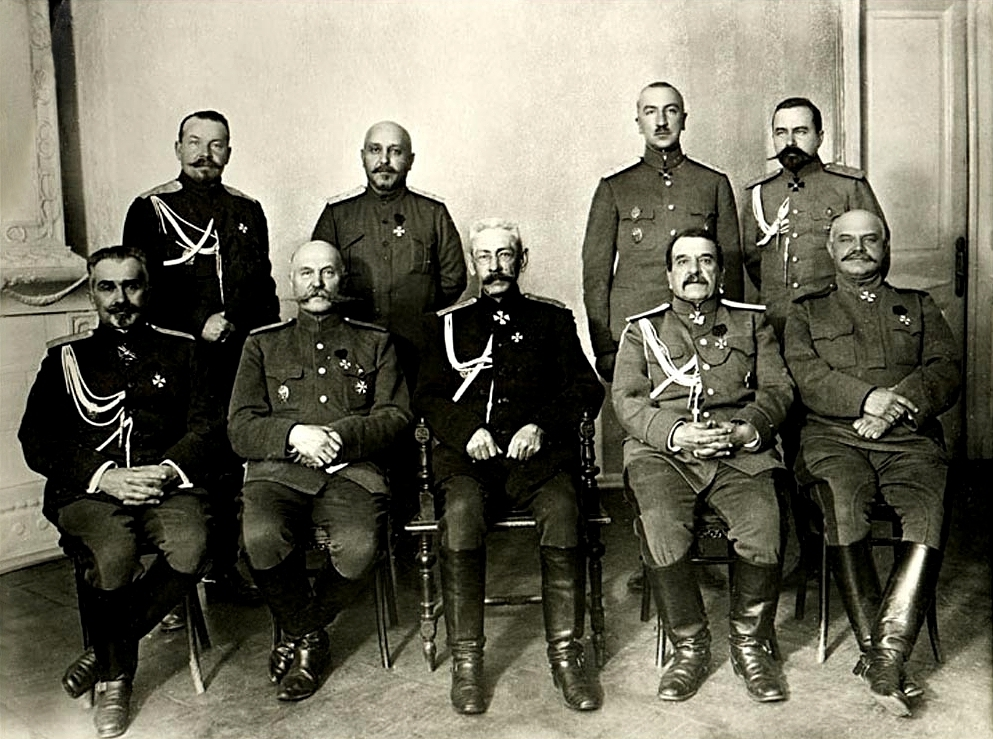
Dragomirow (1. v.r.) im Kreise weiterer Befehlshaber der Nordfront, ca. 1917

Im Dezember 1914 wurde aus seiner Brigade die 16. Kavallerie-Division gebildet, die der zum Generalleutnant beförderte Dragomirow weiterhin führte. Im April 1915 wurde er zum Kommandierenden General des IX. Armeekorps (Teil der 3. Armee unter Radko Dimitriew) ernannt. Ein Jahr später, im August 1916, wurde er unter Beförderung zum General der Kavallerie Oberbefehlshaber der an der neuformierten Nordfront eingesetzten 5. Armee. Nach der Februarrevolution 1917 gab er Ende April sein Kommando an General Danilow ab, um den Oberbefehl über die Nordfront von General Russki zu übernehmen. Nachdem er sich kurz nach seiner Ernennung scharf gegen die Erklärung über die Soldatenrechte ausgesprochen hatte, wurde er bereits Ende des folgenden Monats von diesem Posten abberufen und zur Verfügung des Kriegsministers gestellt.
Nach der Oktoberrevolution begab sich Dragomirow ins Dongebiet, wo er sich der Weißen Armee anschloss. Er wurde zweiter stellvertretender Vorsitzender des Sonderausschusses beim Oberkommando der Streitkräfte Südrusslands und Gehilfe des Oberbefehlshabers der Freiwilligenarmee. Von Oktober 1918 bis September 1919 leitete er den Sonderausschuss, danach befehligte er das Kiewer Gebiet. Nach der Evakuierung aus Noworossijsk nach Konstantinopel ging er zunächst ins serbische Exil, später nach Frankreich. Er beteiligte sich an den Aktivitäten der Russischen All-Militärischen Union. 1934 ging er erneut nach Serbien, später lebte er in Österreich. Während des Zweiten Weltkriegs unterstützte er die Bewegung des Generals Wlassow und wurde noch Anfang 1945 im Reservistenstatus in die Ränge der Russischen Befreiungsarmee aufgenommen. Sein Lebensende verbrachte er wiederum in Frankreich.